# Parma Associazione Sportiva 1945-1946
Questa voce raccoglie le informazioni riguardanti il Parma Associazione Sportiva nelle competizioni ufficiali della stagione 1945-1946.

## Stagione
La Serie B persa a tavolino nel 1943, viene riassegnata al Parma dalla nuova giustizia sportiva. Il primo torneo ufficiale del dopoguerra è quello della stagione 1945-46 e vede i crociati disputare il girone C della Serie B-C Nord. Il Parma terzo con 28 punti, per un solo punto perde l'accesso al girone finale, il torneo è stato vinto dalla coppia Reggiana e Padova.

## Rosa
| N. |                   | Ruolo | Calciatore             |
| -- | ----------------- | ----- | ---------------------- |
|    | Italia (bandiera) | P     | Armando Belletti       |
|    | Italia (bandiera) | C     | Enzo Bellini           |
|    | Italia (bandiera) | C     | Mario Bocchi           |
|    | Italia (bandiera) | C     | Renzo Bortini          |
|    | Italia (bandiera) | A     | William Bronzoni       |
|    | Italia (bandiera) | P     | Renzo Cavallina        |
|    | Italia (bandiera) | D     | Alfredo Dall'Aglio     |
|    | Italia (bandiera) | A     | Bruno Dazzi            |
|    | Italia (bandiera) | A     | Giuseppe Carlo Ferrari |
|    | Italia (bandiera) | C     | Giuseppe Ferroni       |
|    | Italia (bandiera) | A     | Lionello Fontana       |

| N. |                      | Ruolo | Calciatore        |
| -- | -------------------- | ----- | ----------------- |
|    | Italia (bandiera)    | A     | Angelo Gardini    |
|    | Italia (bandiera)    | C     | Gino Giuberti     |
|    | Italia (bandiera)    | D     | Aristide Griffith |
|    | Italia (bandiera)    | C     | Venuto Lombatti   |
|    | Italia (bandiera)    | C     | Enzo Melandri     |
|    | Italia (bandiera)    | C     | Vittorio Pavarani |
|    | Argentina (bandiera) | D     | Víctor Pozzo      |
|    | Italia (bandiera)    | D     | Duilio Setti      |
|    | Italia (bandiera)    | A     | Algiso Toscani    |
|    | Italia (bandiera)    | A     | Sergio Verderi    |

## Risultati

### Serie B-C Alta Italia (girone C)

#### Girone di andata
| Arbitro: | Bearzi (Venezia) |

|  |           |             |
|  | Marcatori | 62’ Verderi |

| Arbitro: | Longagnani (Modena) |

|  |           |                                         |
|  | Marcatori | 14’ Polo 26’ (rig.) Sforzin 86’ Alghisi |

| Cesena 28 ottobre 1945 3ª giornata | Cesena             | 0 – 0 referto | Parma | Ippodromo del Savio\| Arbitro: \| Scorzoni (Bologna) \| |
| Arbitro:                           | Scorzoni (Bologna) |               |       |                                                         |

| Arbitro: | Fornari (Bologna) |

|              |           |  |
| Lombatti 56’ | Marcatori |  |

| Arbitro: | Pancaldi (Bologna) |

|                                  |           |              |
| Lombari 35’ Garavelli 83’ (rig.) | Marcatori | 36’ Pavarani |

| Parma 25 novembre 1945 6ª giornata | Parma                 | 0 – 0 referto | Suzzara | Stadio Ennio Tardini\| Arbitro: \| Zilli (Reggio Emilia) \| |
| Arbitro:                           | Zilli (Reggio Emilia) |               |         |                                                             |

| Arbitro: | Tassini (Verona) |

|                  |           |            |
| Zorzi 48’ (rig.) | Marcatori | 2’ Verderi |

| Arbitro: | Buratti (Milano) |

|                                    |           |               |
| Bellini 5’ Dazzi 8’, 61’ Pozzo 23’ | Marcatori | 57’ Pellicari |

| Arbitro: | Franchini (Modena) |

|              |           |                                                              |
| Sbaragli 71’ | Marcatori | 42’, 60’, 87’ Toscani 53’, 90’ Verderi 59’ Dazzi 85’ Bellini |

| Arbitro: | Donati (Milano) |

|                          |           |  |
| Dazzi 30’, 50’, 51’, 61’ | Marcatori |  |

| Arbitro: | Sorbi (Genova) |

|  |           |             |
|  | Marcatori | 40’ Verderi |

#### Girone di ritorno
| Arbitro: | Scorzoni (Bologna) |

|                            |           |           |
| Verderi 48’, 74’ Dazzi 59’ | Marcatori | 72’ Obuel |

| Arbitro: | Ferrazzi (Milano) |

|                           |           |                   |
| Formentin 6’ Giuliani 35’ | Marcatori | 40’, 86’, Toscani |

| Arbitro: | Bellè (Venezia) |

|             |           |  |
| Verderi 13’ | Marcatori |  |

| Arbitro: | Arietti (Siena) |

|             |           |  |
| Magrini 78’ | Marcatori |  |

| Arbitro: | Mondani (Milano) |

|                                               |           |  |
| Toscani 44’ Verderi 51’ Dazzi 53’ Bellini 89’ | Marcatori |  |

| Arbitro: | Bernardi (Bologna) |

|  |           |             |
|  | Marcatori | 10’ Bellini |

| Arbitro: | Magnoni (Milano) |

|                                              |           |                  |
| Toscani 1’, 20’ (rig.) Bellini 25’ Dazzi 79’ | Marcatori | 41’ (aut.) Setti |

| Arbitro: | Mondani (Milano) |

|                   |           |  |
| Morbioli 48’, 56’ | Marcatori |  |

| Arbitro: | De Vecchi (Milano) |

|             |           |  |
| Toscani 80’ | Marcatori |  |

| Arbitro: | Bernardi (Bologna) |

|                                         |           |  |
| Capri 23’ Bortoletto 49’ Del Grosso 72’ | Marcatori |  |

| Arbitro: | Matucci (Seregno) |

|  |           |                    |
|  | Marcatori | 38’, 47’ Panciroli |

### Coppa Alta Italia

#### Girone di andata
| Arbitro: | Massironi (Milano) |

|  |           |          |
|  | Marcatori | 81’ Neri |

| Arbitro: | Garassino (Varese) |

|                            |           |  |
| Mazza 8’ Cattaneo 18’, 85’ | Marcatori |  |

| Arbitro: | Malingher (Roma) |

|                                                             |           |  |
| Toscani 7’ (rig.), 51’, 74’, 87’ Bellini 16’, 90’ Dazzi 54’ | Marcatori |  |

| Arbitro: | Tassini (Verona) |

|             |           |             |
| Saccone 51’ | Marcatori | 66’ Toscani |

#### Girone di ritorno
| Arbitro: | Marchetti (Milano) |

|                    |           |  |
| Brighenti 32’, 47’ | Marcatori |  |

| Arbitro: | Porcellana (Genova) |

|                                                 |           |           |
| Piazza 62’ Toscani 69’ Bellini 76’ Lombatti 78’ | Marcatori | 10’ Mazza |

| Arbitro: | Mandelli (Bologna) |

|                                                 |           |  |
| Margarita 24’ Bisotti 70’ Dall'Aglio 79’ (aut.) | Marcatori |  |

| Arbitro: | Autorino (Forlì) |

|            |           |                                           |
| Toscani 7’ | Marcatori | 35’ Beghi 63’ (aut.) Persia 80’ Corradini |

## Statistiche

### Statistiche di squadra
| Competizione                     | Punti | In casa | In casa | In casa | In casa | In casa | In casa | In trasferta | In trasferta | In trasferta | In trasferta | In trasferta | In trasferta | Totale | Totale | Totale | Totale | Totale | Totale | DR  |
| Competizione                     | Punti | G       | V       | N       | P       | Gf      | Gs      | G            | V            | N            | P            | Gf           | Gs           | G      | V      | N      | P      | Gf     | Gs     | DR  |
| -------------------------------- | ----- | ------- | ------- | ------- | ------- | ------- | ------- | ------------ | ------------ | ------------ | ------------ | ------------ | ------------ | ------ | ------ | ------ | ------ | ------ | ------ | --- |
| Serie B-C Alta Italia (girone C) | 28    | 11      | 8       | 1       | 2       | 22      | 8       | 11           | 4            | 3            | 4            | 14           | 12           | 22     | 12     | 4      | 6      | 36     | 20     | +16 |
| Coppa Alta Italia (girone G)     | 5     | 4       | 2       | 0       | 2       | 12      | 5       | 4            | 0            | 1            | 3            | 1            | 9            | 8      | 2      | 1      | 5      | 13     | 14     | -1  |
| Totale                           |       | 15      | 10      | 1       | 4       | 34      | 13      | 15           | 4            | 4            | 7            | 15           | 21           | 30     | 14     | 5      | 11     | 49     | 34     | +15 |

### Statistiche dei giocatori
| Giocatore     | Serie B-C Alta Italia | Serie B-C Alta Italia | Coppa Alta Italia | Coppa Alta Italia | Totale   | Totale |
| Giocatore     | Presenze              | Reti                  | Presenze          | Reti              | Presenze | Reti   |
| ------------- | --------------------- | --------------------- | ----------------- | ----------------- | -------- | ------ |
| A. Belletti   | 9                     | -8                    | 1                 | -1                | 10       | -9     |
| E. Bellini    | 18                    | 5                     | 8                 | 3                 | 26       | 8      |
| M. Bocchi     | 22                    | 0                     | 2                 | 0                 | 24       | 0      |
| R. Bortini    | 6                     | 0                     | 8                 | 0                 | 14       | 0      |
| W. Bronzoni   | 3                     | 0                     | -                 | -                 | 3        | 0      |
| R. Cavallina  | 13                    | -12                   | 7                 | -13               | 20       | -25    |
| A. Dall'Aglio | 22                    | 0                     | 8                 | 0                 | 30       | 0      |
| B. Dazzi      | 19                    | 10                    | 8                 | 1                 | 27       | 11     |
| G. Ferrari    | 2                     | 0                     | -                 | -                 | 2        | 0      |
| G. Ferroni    | 1                     | 0                     | -                 | -                 | 1        | 0      |
| L. Fontana    | 3                     | 0                     | -                 | -                 | 3        | 0      |
| A. Gardini    | 3                     | 0                     | 8                 | 0                 | 11       | 0      |
| G. Giuberti   | 4                     | 0                     | -                 | -                 | 4        | 0      |
| A. Griffith   | 1                     | 0                     | -                 | -                 | 1        | 0      |
| V. Lombatti   | 20                    | 1                     | 8                 | 1                 | 28       | 2      |
| E. Melandri   | 19                    | 0                     | -                 | -                 | 19       | 0      |
| V. Pavarani   | 4                     | 1                     | -                 | -                 | 4        | 1      |
| Persia        | -                     | -                     | 8                 | 0                 | 8        | 0      |
| Piazza        | -                     | -                     | 6                 | 1                 | 6        | 1      |
| V.J. Pozzo    | 22                    | 1                     | 8                 | 0                 | 30       | 1      |
| D. Setti      | 21                    | 0                     | -                 | -                 | 21       | 0      |
| A. Toscani    | 13                    | 9                     | 8                 | 7                 | 21       | 16     |
| S. Verderi    | 17                    | 9                     | -                 | -                 | 17       | 9      |